# Никола Попов (Търсие)
Вижте пояснителната страница за други личности с името Никола Попов.
Отец Никола Попов е български духовник и учител, деец на ранното Българско възраждане в Югозападна Македония.

## Биография
Роден е в леринското село Търсие, тогава в Османската империя, днес Тривуно, Гърция. Заедно с Геле Плячков, Нуме Горев и още двадесетина момчета Никола става ученик на първия български учител в Костурско Герасим Попанастасов. След килийното училище на отец Герасим, Никола учи в Цариград при Екзархията и след това се запопва в Бояджик, Ямболско. По-късно се премества в родното си село, където става свещеник и учител и води упорита борба с гъркоманията. Служи в църквата със скрита в олтара карабина, тъй като гъркоманите се опитват да го убият.
Същевременно става член на Вътрешната македоно-одринска революционна организация. За революционна дейност е арестуван от властите и осъден на 101 години заточение в Диарбекир, но по пътя към затвора в Лерин успява да избяга и става четник на ВМОРО. Докато е нелегален гръцки андарти и гъркомани нападат и запалват къщата му в Търсие, но семейството му успява да се спаси. След около година четничество, поп Никола през Пирея, Цариград и Кюстенджа емигрира в България. Установява се в село Тригорци, Каварненско, където се събира с жена си и шестте си деца.
След Младотурската революция в 1908 година и обявената амнистия със семейството си тръгва към родното си село, но му е направена андартска засада на пътя Лерин - Търсие. Предупреден от роднини, поп Никола се връща в България и се установява в село Гурково, Добричко.
След като в 1913 година Южна Добруджа с Гурково попада в Румъния, поп Никола изпраща жена си и децата си в България, но самият той остава да служи в селото. Отвлечен е от румънски войници през август 1916 година, след намесата на Румъния в Първата световна война на страната на Антантата. Вероятно загива в концлагера Биволаре, където са затворени жителите на Гурково.
В 1915 година костурчанинът учител Георги Райчев пише:
| „ | ... Имаха си [туренци] български църкви с български свещеници поп Стоян Лашко и поп Никола... Борбите в Македония с гърци и подкупени гъркомани били неописуемо тежки. | “ |

Негов син е политикът комунист и интербригадист Борис Попов (1906 – 1994).